# Elul
Elul (אֱלוּל; del acadio elūlu "cosecha", labor típica de esta época del año;otros creen que significa "purificación" o "expiación"), es el duodécimo y último mes del calendario hebreo moderno, que comienza su cómputo a partir del mes de Tishrei con la Creación del mundo, y el sexto mes según el ordenamiento de los meses en la Biblia, que comienza por Nisán, en conmemoración de la salida de los hebreos de la esclavitud en Egipto.
El nombre de este mes en la Santa Biblia es simplemente "el sexto mes", siguiendo la numeración ordinal, del mismo modo en que es llamado el resto de los meses del año hebreo en la Torá: "El sexto, para el sexto mes, era Irá, hijo de Iqués, el tecoíta" (1Cronicas 27:9).
Su nombre actual, Elul, tiene sus orígenes en los nombres de los meses de la antigua Babilonia, provenientes del idioma acadio, y de aquí fueron adoptados por los judíos allí desterrados entre 586 a. C. y 536 a. C., luego de haber sido llevados al exilio por el rey Nabucodonosor II. El mes de Elul aparece en la Biblia con su nombre babilonio, tan solo una vez: "La muralla quedó terminada el día veinticinco de Elul" (Nehemias 6:15). El nombre babilonio del mes de Elul se conservó no solo en hebreo, sino también en otros idiomas de la zona de influencia, como el turco moderno, en el que el mes de septiembre se llama "Eylül".
Elul es un mes de contrición y penitencia, llamado "el mes de la piedad y el perdón", en el que se siente ya la cercanía de las solemnes festividades del mes de Tishrei, Rosh Hashaná y Yom Kipur. Desde el primero de mes y hasta el Yom Kipur, se toca diariamente el shofár o cuerno de carnero -excepto los sábados, para despertar los corazones a la introspección y al arrepentimiento, tal como dice el profeta Amós: "¿Será tocado el shofar en una ciudad sin que la gente se estremezca?" (Amos 3:6).
Elul es siempre un mes incompleto de 29 días, el último mes del verano (boreal), paralelo a los meses gregorianos de agosto y septiembre, según el año. Su signo del Zodíaco es Virgo, por el llamado del profeta Jeremías al pueblo judío al arrepentimiento: "Vuelve, virgen de Israel, vuelve a estas ciudades" (Jeremias 31:21), en donde "volver" toma el sentido de "arrepentirse", del hebreo teshuvá (תשובה), "vuelta, arrepentimiento".

## Período
Durante los años 5761–5860 del calendario hebreo, Elul ocurre entre los siguientes períodos del calendario gregoriano:
| Duración de los años | Comienzo de Elul             | Fin de Elul                      |
| -------------------- | ---------------------------- | -------------------------------- |
| 353 días             | 6 de agosto–23 de agosto     | 4 de septiembre–21 de septiembre |
| 354 días             | 6 de agosto–25 de agosto     | 4 de septiembre–23 de septiembre |
| 355 días             | 7 de agosto–25 de agosto     | 5 de septiembre–23 de septiembre |
| 383 días             | 25 de agosto–4 de septiembre | 23 de septiembre–3 de octubre    |
| 384 días             | 27 de agosto–4 de septiembre | 25 de septiembre–3 de octubre    |
| 385 días             | 26 de agosto–5 de septiembre | 24 de septiembre–4 de octubre    |

## Festividades judías en Elul
- Selijot, "Plegarias por el perdón", son las oraciones que los judíos rezan en las madrugadas del mes de Elul, a partir del 1 del mes (los judíos sefardíes), o a partir del último sábado a la noche antes de Rosh Hashaná (los ashkenazis), como preparación para los llamados Días Terribles, entre Rosh Hashaná y Yom Kipur, el 10 de Tishrei. El periodo de 40 días entre el 1 de Elul y el 10 de Tishrei, en que se rezan las Selijot, rememora los 40 días de esas mismas fechas del año hebreo de 2448 (1313 a. C.), en que Moisés subió al monte Sinaí para recibir las segundas Tablas de la Ley con los diez mandamientos, luego de haber roto las primeras tablas, ante el espectáculo del becerro de oro que los hebreos comenzaron a adorar en su ausencia. Desde que Dios anunciara por boca de Moisés al pueblo de Israel que le perdonaba sus pecados, se convirtió la fecha del descenso de Moisés del Sinaí en el Día del Perdón; y los 40 días a partir del 1 de Elul, en tiempo de penitencia, arrepentimiento y perdón.